# Michele Sovente
Michele Sovente (né le 28 mai 1948 à Monte di Procida et mort le 25 mai 2011 dans la même ville) est un poète italien contemporain.

## Biographie
Né à Cappella, une frazione de la commune de Monte di Procida, dans la zone des Champs Phlégréens près de Naples, où il a vécu jusqu'à sa mort, il a enseigné l'anthropologie à l'Académie des Beaux-Arts de Naples et a collaboré avec le quotidien Il Mattino.
Considéré comme l'un des poètes majeurs napolitains de langue néodialectale, avec Achille Serrao et Tommaso Pignatelli, il est reconnu pour son style extrêmement original qui mélange latin, italien et le dialecte de Cappella, proche du napolitain. Il a écrit aussi (comme Pascoli) en latin.
En 1990, Radiotre a retransmis l'enregistrement In corpore antiquo extrait de Per specula aenigmatis sous la direction de Giuseppe Rocca.
En 1998, il reçoit le prix Viareggio-Rèpaci, en poésie, pour son livre Cumae.
En 2001 le jury du prix Elsa Morante-Comune di Bacoli, présidé par Dacia Maraini, lui a décerné une récompense pour l'ensemble de son activité poétique.

## Œuvres
- L'uomo al naturale (Vallecchi), 1978)
- Contropar(ab)ola (ivi), 1981)
- Per specula aenigmatis (Garzanti), 1990)
- Cumae (Marsilio, 1998) ; voir en français "Siècle 21" n° 25 Poésie italienne d'aujourd'hui (automne 2014), ensemble complété en ligne.
- Carbones (Garzanti, 2002)
- Zolfo (Dante & Descartes, 2004)
- Carta e formiche (Centro di Cultura Contemporanea Napolic'è, 2005)
- Bradisismo (Garzanti, 2008)
- Superstiti (San Marco dei Giustiniani, 2010) - choix en français dans '' par J.Ch. Vegliante

## Source de traduction
- (it) Cet article est partiellement ou en totalité issu de l’article de Wikipédia en italien intitulé « Michele Sovente » (voir la liste des auteurs).